# Färöischer Fußballpokal der Frauen 2021
Der Färöische Fußballpokal der Frauen 2021 fand zwischen dem 9. Mai und 13. November 2021 statt und wurde zum 32. Mal ausgespielt. Im Endspiel, welches im Tórsvøllur-Stadion in Tórshavn auf Kunstrasen ausgetragen wurde, siegte NSÍ Runavík mit 4:2 gegen HB Tórshavn und konnte den Pokal somit zum ersten Mal gewinnen.
NSÍ Runavík und HB Tórshavn belegten in der Meisterschaft die Plätze zwei und fünf. Für NSÍ Runavík war es der erste Sieg bei der zweiten Finalteilnahme, für HB Tórshavn die neunte Niederlage bei der 15. Finalteilnahme. Titelverteidiger KÍ Klaksvík schied im Viertelfinale aus.

## Teilnehmer
Teilnahmeberechtigt waren folgende zehn A-Mannschaften der ersten und zweiten Liga:
| Betrideildin                                                                                                   | 1. Deild                           |
| 07 Vestur AB Argir/B71 Sandur B36 Tórshavn EB/Streymur/Skála HB Tórshavn KÍ Klaksvík NSÍ Runavík Víkingur Gøta | ÍF Fuglafjørður TB/FC Suðuroy/Royn |

## Modus
Die beiden Zweitligisten spielten mit zwei ausgelosten Erstligisten die restlichen beiden Teilnehmer aus. Alle Runden wurden im K.-o.-System ausgetragen.

## Qualifikationsrunde
Die Partien der Qualifikationsrunde fanden am 9. Mai statt.
|                    | Ergebnis  |              |
| ------------------ | --------- | ------------ |
| ÍF Fuglafjørður    | 0:8 (0:3) | B36 Tórshavn |
| TB/FC Suðuroy/Royn | 0:7 (0:1) | HB Tórshavn  |

## Viertelfinale
Die Viertelfinalpartien fanden am 2. Juni statt.
|                     | Ergebnis              |              |
| ------------------- | --------------------- | ------------ |
| AB Argir/B71 Sandur | 0:3 (0:1)             | 07 Vestur    |
| EB/Streymur/Skála   | 0:0 n. V. (2:4 i. E.) | B36 Tórshavn |
| KÍ Klaksvík         | 1:2 (0:1)             | HB Tórshavn  |
| Víkingur Gøta       | 1:2 (1:1)             | NSÍ Runavík  |

## Halbfinale
Die Hinspiele im Halbfinale finden am 6. Oktober statt, die Rückspiele am 30. Oktober.
|             | Gesamt |              | Hinspiel  | Rückspiel |
| ----------- | ------ | ------------ | --------- | --------- |
| 07 Vestur   | 1:3    | HB Tórshavn  | 1:1 (1:0) | 0:2 (0:1) |
| NSÍ Runavík | 8:0    | B36 Tórshavn | 5:0 (2:0) | 3:0 (2:0) |

## Finale
| Paarung        | NSÍ Runavík – HB Tórshavn |
| Ergebnis       | 4:2 (2:0) |
| Datum          | 13. November 2021 |
| Stadion        | Tórsvøllur, Tórshavn |
| Zuschauer      | 278 |
| Schiedsrichter | Jákup Mohr (Fuglafjørður) |
| Tore           | 1:0 Ansy Jakobsen (12.) 2:0 Laila Pætursdóttir (22.) 2:1 Ása Carlsen (47.) 3:1 Heidi Sevdal (50.) 4:1 Heidi Sevdal (80.) 4:2 Elin Maria Isaksen (82.) |
| NSÍ Runavík    | Sjarlotta Joensen – Mirjam Huneck, Hansina Joensen, Sigrid Jacobsen – Monika Samuelsen, Laila Pætursdóttir (91. Kára Djurhuus), Ansy Jakobsen , Lena Olsen, Maria Johansen (83. Dania Olsen), Rúna Olsen – Heidi Sevdal Cheftrainer: Poul Poulsen                                                         |
| HB Tórshavn    | Amalie Jørgensen – Ida Marie Christensen, Liljan av Fløtum, Emma Stórá (75. Lea Johannesen) – Julia Helena Henriksen, Ása á Reynatúgvu , Sara Lamhauge (46. Ása Carlsen), Kára Djurhuus – Sarita Mittfoss (55. Elin Maria Isaksen), Sunniva Willemoes, Rúna Jacobsen Cheftrainer: Jan Laursen ( Dänemark) |
| Gelbe Karten   | keine – Sunniva Willemoes |

## Torschützenliste
Bei gleicher Anzahl von Treffern sind die Spielerinnen nach dem Nachnamen alphabetisch geordnet.
| Platz | Spieler               | Verein       | Tore |
| ----- | --------------------- | ------------ | ---- |
| 1     | Heidi Sevdal          | NSÍ Runavík  | 10   |
| 2     | Barbara Høgnesen      | B36 Tórshavn | 03   |
| 2     | Rúna Jacobsen         | HB Tórshavn  | 03   |
| 2     | Julia Naomi Mortensen | HB Tórshavn  | 03   |
| 5     | Elin Maria Isaksen    | HB Tórshavn  | 02   |
| 5     | Jacoba Langgaard      | B36 Tórshavn | 02   |
| 5     | Evelin Mastropasqua   | 07 Vestur    | 02   |
| 5     | Sunniva Willemoes     | HB Tórshavn  | 02   |